# Saint-Alban-de-Montbel
Saint-Alban-de-Montbel é uma comuna francesa na região administrativa de Auvérnia-Ródano-Alpes, no departamento da Saboia. Estende-se por uma área de 4.55 km². Em 2010 a comuna tinha 669 habitantes (densidade: 147 hab./km²).